# Pobuna Ana Lušana
Pobuna Ana Lušana (pojednostavljenim kineskim pismom: 安史之乱, tradicionalnim kineskim pismom 安史之亂) bio je građanski rat koji se odigrao u Kini tijekom dinastije Tang od 755. do 763. godine. Znan je i pod nazivom Tinbao pobuna (天寶之亂) jer ju je An Lushan, vođa pobune, pokrenuo na 14. godišnjicu te ere. Pobuna je obuhvatila vladavinu tri cara dinastije Tang. Kao posljedica, zbog žestokih okršaja, smrtnost sukoba procjenuje se na 33 do 36 milijuna, čime je bio najkrvaviji i najsmrtonosniji sukob u zapisanoj ljudskoj povijesti, do Drugog svjetskog rata.

## Pozadina
An Lushan je bio general sogdijanskog podrijetla (danas područje Uzbekistana i Tadžikistana). Na preporuku Yanga Guifeija i uz dogovor Lija Linfua, car Xuanzong of Tanga imenovao ga je zapovjednikom tri garnizona: Pinglua, Fanyanga i Hedonga. Time je Anu izravno dana kontrola cijelog područja sjeverno od Žute rijeke.
S takvom moći i zemljom pod svojim nadzorom (uključujući garnizone od oko 164,000 ljudi), An je počeo planirati pobunu kako bi svrgnuo dinastiju Tang i sebe postavio vladarom, iskoristivši odsutnost snažnih trupa koje čuvaju palaću te nezadovoljstvo naroda valadavinom dinastije. Isprva je izbjegavao sumnju ugađajući caru na svaki mogući način, nazivajući sebe "usvojenim sinom najdraže konkubine Xuanzonga", Yang Guifei. Time se zaštitio od kritika, čak i kada je glavni ministar Yang Guozhong zahtijevao njegovu ostavku (ta je verzija događaja, međutim, sporna nekim povjesničarima).

## Pobuna i prvotni uspjeh
Godine 755., An Lushan je pokrenuo pobunu pod izlikom kažnjavanja svojeg ugnjetavača Guozhonga. Njegova vojska spustila se s Fanyanga (u blizini Pekinga). Na svojem putu, An je sa svakim Tang činovnikom koji se predao postupao s poštovanjem. Kao rezultat, sve više činovnika pridružilo se njegovim redovima. Kretao se munjevito po velikom kineskom kanalu te je osvojio grad Luoyang za godinu dana. Tamo se An proglasio carem nove Velike Yan dinastije (大燕皇帝). Njegov sljedeći korak bio je zauzeti glavni grad Tang dinastije te ostatak južne Kine.
Međutim, bitke na jugu Kine pošle su loše za An Lushana. Iako je njegova vojska bila ogromna, nije bila u stanju zauzeti distrikt Suiyang od ratnika dinastije Tang. To ga je spriječilo u naumu brzog osvajanja juga prije nego što će se njegov neprijatelj oporaviti. Kada je Yan vojska konačno zauzela Suiyang, prošlo je gotovo 2 godine od pada Luoyanga.

## Napredovanje prema glavnom gradu
Prvotno, snagama An Lushana je spriječen prodor do imperijalnog glavnog grada kod Chang'an zahvaljujući vjernim trupama koje se strateško raspoređene na obrambenim lokacijama na planinskim klancima. Ipak, Yang Guozhong je, u debelo nesposobnoj vojnoj procjeni, naredio četama u klancima da napadnu Anovu vojsku na otvorenom tlu. Čete su potpuno razrušene te se tako otvorio put prema glavnom gradu. Shvativši neminovnu prijetnju za Chang’an, car Xuanzong od Tanga pobjrgao u Sičuan sa svojim ukućanima. Na svojem putu, u Mawei Innu su Xuanzongove čete zahtijevale smrt omraženog Yang Guozhonga i njegove rođakinje, Lady Yang. Suočen s rasulom i vojskom na rubu pobune, car nije imao izbora nego pristati, naredivši njihovu smrt. 
Stigavši u Sičuan, car je odstupio s vlasti u korist svojeg prijestolonasljednika, Li Henga.
Heng se proglasio carem Suzongom. Njegova prva odluka bila je imenovati generale Guo Ziyia i Li Guangbia da se pozabave se pobunom. Generali, nakon mnogo razmišljanja, su odlučili unajmiti čete od ogranka turskog Tujue plemena, Huihe pleme (preci današnjih Ujgura). Potez se ispostavio uspješnim, pošto su imperijalne čete uspjele ponovno osvojiti I grad Chang'an i Luoyang, iako nisu uspjeli nagovoriti pobunjenike da im se pridruže.
Imperijalne snage su dobile pomoć od unutarnjih otpadnika novo formirane dinastije. An Lushana je ubio vlastiti sin An Qingxu nedugo nakon što je došao na tron. Njega je pak ubio general Shi Siming. Shi je uspio ponovno osvojiti Luoyang sa svojom četom. Ipak, njega je također ubio njegov sin, Shi Chaoyi. Nakon toliko previranja i brzog previranja na vlasti, postal je jasno da je nova dinastija nestabilna ted a neće još dugo opstati. Kao posljedica, generali su masovno počeli prelaziti u Tang dinastiju. Konačno, kada je Luoyang pao pri dolasku četa Tang dinastije, Shi Chaoyi je počinio samoubojstvo (763.), što povjesničari gledaju kao kraj osmogodišnje pobune.

## Smrtnost i povijesne implikacije
Pobuna je obuhvatila vladavinu tri cara, od Xuanzonga do Daizonga. Smrtnost poginulih i nestalih, uključujući one koje je uzrokovalo potiskivanje i glad, se procjenjuje na 36 milijuna žrtava, čime je to bio najsmrtonosniji i najrazorniji sukob za bilo koji događaj u ljudskoj povijesti narednih 1200 godina, sve dok ga nije premašio Drugi svjetski rat. Prije pobune, godine 754., Kina je imala 52,880,488 poreznika, nakon sukoba taj je broj spao na samo 16,900,000, dakle gubitak od 36 milijuna, ili gotovo 70% stanovništva. S obzirom na to da je svjetska populacija tada imala oko 210 do 300 milijuna žitelja, ta je pobuna najsmrtonosniji sukob u povijesti po postotku poginulih ljudi u svjetskom udjelu, koji je bio oko 12 do 17% stanovništva. Neki povjesničari su pak skeptični oko tako velikog broja žrtava zbog rasula popisa stanovništva tijekom pobune.
Pobuna je značajno oslabila centraliziranu birokraciju dinastije Tang. Pojavile su se autnomne provincije te ad hoc financijske organizacije koje su smanjile utjecaj redovne birokracije u Chang'anu. Pošto je dinastija težila miru nakon toga turbulentog razdoblja, mnogi pobunjenici su dobili pomilovanje. Ekonomska kontrola sjeveroistočne regije postal je isprekidana dok je car postao samo marioneta za najjače garnizone. Uzgred, zbog toga što se pouzdala na plaćenike od susjednih plemena, dinastija je izgubila dio prestiža u očima “barbara”, koji su pokretali pohode na susjedna naselja.  
Osim što je bila razorna s ekonomsko-političkog stajališta, pobuna jetakođer oštetila intelektualnu kutluru dinastije. Mogim intelektualcima su u tom trenutku prekinute karijere te su zaključili da je nedostatak moralne ozbiljnosti u intelektualnoj kulturi bio jedan od značajnijih razloga pobune.
Za mnoge kineske povjesničare, pobuna je bila prekretnica u povijesti dinastije Tang. Narednih 144 godine, ta je dinastija formalno prestala postojati u svemu osim u imenu, čime je ostala samo sjena od slavnih dana careva Taizong I Xuanzong.

## Vanjski izvori
1. ↑  Sorokin, Pitirim: The Sociology of Revolution, New York, H. Fertig, 1967, OCLC 325197 - cited by White
2. 1 2 3  Death toll figures of recorded wars in human history Twentieth century Atlas
3. ↑  An Lushan Rebellion Answers.com
4. ↑  An Lushan Encyclopedia Britannica
5. ↑  An Lushan Rebellion Twentieth Century Atlas
6. ↑  Historical Estimates of World Population  Arhivirana inačica izvorne stranice od 9. srpnja 2006. (Wayback Machine)Census.gov
7. ↑  World Population Growth History  Arhivirana inačica izvorne stranice od 20. srpnja 2009. (Wayback Machine) Vaughns
8. ↑  DeBlasi, Anthony. 2001. Striving for Completeness: Quan Deyu and the Evolution of the Tang Intellectual Mainstream. Harvard Journal of Asiatic Studies. 61 (1): 5-36. doi:10.2307/3558586 Navedeno je više parametara |pages= i |page= (pomoć)
9. ↑  DeBlasi, Anthony (2001) p. 7

## Vanjske poveznice
- Tang (618 - 907)  Arhivirana inačica izvorne stranice od 21. ožujka 2005. (Wayback Machine)
- Chinaknowledge.de